# Chavagnes-en-Paillers
Chavagnes-en-Paillers és un municipi francès situat al departament de Vendée i a la regió de País del Loira. L'any 2007 tenia 3.249 habitants.

## Demografia

### Població
El 2007 la població de fet de Chavagnes-en-Paillers era de 3.249 persones. Hi havia 1.205 famílies de les quals 324 eren unipersonals (190 homes vivint sols i 134 dones vivint soles), 348 parelles sense fills, 470 parelles amb fills i 63 famílies monoparentals amb fills.
La població ha evolucionat segons el següent gràfic:
Habitants censats

### Habitatges
El 2007 hi havia 1.294 habitatges, 1.218 eren l'habitatge principal de la família, 24 eren segones residències i 52 estaven desocupats. 1.185 eren cases i 105 eren apartaments. Dels 1.218 habitatges principals, 943 estaven ocupats pels seus propietaris, 257 estaven llogats i ocupats pels llogaters i 19 estaven cedits a títol gratuït; 19 tenien una cambra, 61 en tenien dues, 175 en tenien tres, 325 en tenien quatre i 639 en tenien cinc o més. 1.006 habitatges disposaven pel capbaix d'una plaça de pàrquing. A 498 habitatges hi havia un automòbil i a 631 n'hi havia dos o més.

### Piràmide de població
La piràmide de població per edats i sexe el 2009 era:
| Homes | Edats   | Dones |
| ----- | ------- | ----- |
| 0     | 95 o +  | 13    |
| 4     | 90 a 94 | 54    |
| 13    | 85 a 89 | 71    |
| 21    | 80 a 84 | 51    |
| 46    | 75 a 79 | 78    |
| 54    | 70 a 74 | 89    |
| 72    | 65 a 69 | 83    |
| 86    | 60 a 64 | 95    |
| 55    | 55 a 59 | 60    |
| 58    | 50 a 54 | 59    |
| 82    | 45 a 49 | 65    |
| 123   | 40 a 44 | 76    |
| 139   | 35 a 39 | 148   |
| 105   | 30 a 34 | 98    |
| 78    | 25 a 29 | 99    |
| 94    | 20 a 24 | 55    |
| 108   | 15 a 19 | 76    |
| 108   | 10 a 14 | 114   |
| 106   | 5 a 9   | 89    |
| 83    | 0 a 4   | 74    |

## Economia
El 2007 la població en edat de treballar era de 1.959 persones, 1.530 eren actives i 429 eren inactives. De les 1.530 persones actives 1.476 estaven ocupades (833 homes i 643 dones) i 55 estaven aturades (21 homes i 34 dones). De les 429 persones inactives 190 estaven jubilades, 133 estaven estudiant i 106 estaven classificades com a «altres inactius».

### Ingressos
El 2009 a Chavagnes-en-Paillers hi havia 1.259 unitats fiscals que integraven 3.220,5 persones, la mediana anual d'ingressos fiscals per persona era de 16.616 €.

### Activitats econòmiques
Dels 111 establiments que hi havia el 2007, 4 eren d'empreses alimentàries, 1 d'una empresa de fabricació de material elèctric, 10 d'empreses de fabricació d'altres productes industrials, 21 d'empreses de construcció, 18 d'empreses de comerç i reparació d'automòbils, 4 d'empreses de transport, 7 d'empreses d'hostatgeria i restauració, 2 d'empreses d'informació i comunicació, 6 d'empreses financeres, 4 d'empreses immobiliàries, 12 d'empreses de serveis, 15 d'entitats de l'administració pública i 7 d'empreses classificades com a «altres activitats de serveis».
Dels 40 establiments de servei als particulars que hi havia el 2009, 1 era una oficina de correu, 3 oficines bancàries, 2 funeràries, 3 tallers de reparació d'automòbils i de material agrícola, 1 autoescola, 5 paletes, 5 guixaires pintors, 4 fusteries, 2 lampisteries, 2 electricistes, 1 empresa de construcció, 4 perruqueries, 3 restaurants, 1 agència immobiliària i 3 salons de bellesa.
Dels 5 establiments comercials que hi havia el 2009, 1 era una botiga de més de 120 m², 2 fleques, 1 una botiga de roba i 1 una floristeria.
L'any 2000 a Chavagnes-en-Paillers hi havia 98 explotacions agrícoles que ocupaven un total de 3.264 hectàrees.

## Equipaments sanitaris i escolars
L'únic equipament sanitari que hi havia el 2009 era una farmàcia.
El 2009 hi havia 2 escoles elementals. A Chavagnes-en-Paillers hi havia 1 col·legi d'educació secundària i 1 liceu d'ensenyament general. Als col·legis d'educació secundària hi havia 343 alumnes i als liceus d'ensenyament general 23.

## Poblacions més properes
El següent diagrama mostra les poblacions més properes.